# U-121 (1940)
U-121 — малая подводная лодка типа IIB, времён Второй мировой войны. Заказ на постройку был отдан 28 сентября 1937 года. Лодка была заложена на верфи судостроительной компании Flender Werke, Любек 16 апреля 1938 года под заводским номером 269. Спущена на воду 20 апреля 1940 года. 28 мая 1940 года принята на вооружение и, под командованием капитан-лейтенанта Карла-Эрнста Шрётера вошла в состав U-Bootschulflottille.

## История службы
Боевых походов не совершала, прослужив всю свою карьеру в качестве учебной лодки. 2 мая 1945 года была затоплена экипажем в ходе операции «Регенбоген» в порту города Бремерхафен, поднята в 1950 году и сдана на слом.

## Командиры
- 28 мая 1940 года — 30 марта 1941 года — капитан-лейтенант Карл-Эрнст Шрётер (нем. Kapitänleutnant Karl-Ernst Schroeter)
- октябрь 1940 года — 5 ноября 1940 года — обер-лейтенант цур зее Отто Хармс (нем. Oberleutnant zur See Otto Harms)
- 6 ноября 1940 года — 27 ноября 1940 года — обер-лейтенант цур зее Адальберт Шнее (нем. Oberleutnant zur See Adalbert Schnee) (Кавалер Рыцарского Железного креста)
- 31 марта 1941 года — 8 июля 1941 года — обер-лейтенант цур зее Эгон Рейнер фон Шлиппенбах (нем. Oberleutnant zur See Freiherr Egon Reiner von Schlippenbach) (Кавалер Рыцарского Железного креста)
- 9 июля 1941 года — 25 марта 1942 года — капитан-лейтенант Герт Хещко (нем. Kapitänleutnant Gert Hetschko)
- 26 марта 1942 года — 19 апреля 1942 года — обер-лейтенант Эрнст Витцендорфф (нем. Oberleutnant zur See Ernst von Witzendorff)
- 16 мая 1942 года — 8 февраля 1943 года — лейтенант цур зее Отто Вестфален (нем. Leutnant zur See Otto Westphalen) (Кавалер Рыцарского Железного креста)
- сентябрь 1942 года — декабрь 1942 года — лейтенант цур зее Отто Хюбшен(нем. Leutnant zur See Otto Hübschen) (исполняющий обязанности)
- 9 февраля 1943 года — 22 февраля 1944 года — обер-лейтенант цур зее Эвальд Хюльсенбек (нем. Oberleutnant zur See Ewald Hülsenbeck)
- 23 февраля 1944 года — 2 мая 1945 года — обер-лейтенант цур зее Фридрих Хорст (нем. Oberleutnant zur See Friedrich Horst)

## Флотилии
- 28 мая 1940 года — 30 июня 1940 года — U-Bootschulflottille
- 1 июля 1940 года — 25 марта 1940 года — 21-я флотилия
- 26 марта 1940 года — 15 мая 1942 года — 24-я флотилия
- 16 мая 1942 года — 16 марта 1945 года — 21-я флотилия
- 17 марта 1945 года — 2 мая 1945 года — 31-я флотилия